# Lowndesville
Lowndesville és una població dels Estats Units a l'estat de Carolina del Sud. Segons el cens del 2000 tenia 166 habitants.

## Demografia
Segons el cens del 2000, Lowndesville tenia 166 habitants, 76 habitatges i 46 famílies. La densitat de població era de 82,2 habitants/km².
Dels 76 habitatges en un 19,7% hi vivien nens de menys de 18 anys, en un 39,5% hi vivien parelles casades, en un 18,4% dones solteres, i en un 38,2% no eren unitats familiars. En el 35,5% dels habitatges hi vivien persones soles el 15,8% de les quals corresponia a persones de 65 anys o més que vivien soles. El nombre mitjà de persones vivint en cada habitatge era de 2,18 i el nombre mitjà de persones que vivien en cada família era de 2,83.
Per edats la població es repartia de la següent manera: un 19,3% tenia menys de 18 anys, un 12,7% entre 18 i 24, un 21,7% entre 25 i 44, un 26,5% de 45 a 60 i un 19,9% 65 anys o més.
L'edat mediana era de 44 anys. Per cada 100 dones de 18 o més anys hi havia 106,2 homes.
La renda mediana per habitatge era de 22.778 $ i la renda mediana per família de 24.444 $. Els homes tenien una renda mediana de 22.500 $ mentre que les dones 16.250 $. La renda per capita de la població era d'11.048 $. Entorn del 22,9% de les famílies i el 28% de la població estaven per davall del llindar de pobresa.

## Poblacions més properes
El següent diagrama mostra les poblacions més properes.